# Шома Уно
Шома Уно (宇野 昌磨, Uno Shōma) је јапански клизач у уметничком клизању у категорији мушкараца. Освајач је сребрне медаље на Олимпијским играма у Пјонгчангу 2018. године, двоструки освајач сребра на Светском првенству 2017. и 2018, шампион Такмичења четири континента 2019. године и четвороструки национални шампион Јапана (2016—2019).
Уно је први клизач који је успешно доскочио четвороструки флип на интернационалном такмичењу.

## Биографија
Уно је рођен у Нагоји у префектури Аичи у Јапану 17. децембра 1997. Има млађег брата по имену Ицуки Уно. Студент је универзитета Чукјо у Нагоји. 

## Каријера
Почео је да се бави клизањем са 5 година. Од 2002. до 2019. његови тренери биле су Мачико Јамада и Михоко Хигучи. Од 2019. године тренира у са Стефаном Ламбијелом у Шамперију у Швајцарској. 

### Јуниорска каријера
Уно је дебитовао интернационално у јуниорској категорији у сезони 2011/2012 са кратким програмом на музику Tucker: The Man and His Dream Џоа Џексона и слободним програмом на музику Tzigane Мориса Равела, за које су кореографију урадиле Јамада и Хигучи. Освојио је бронзу на Јуниорском гран прију у Естонији.
У сезони 2012/2013 се такмичио са кратким програмом на музику Tanguera Маријана Мореса и слободним на Steps Ролфа Ловланда, за које су кореографију осмислили његови тренери. Освојио је сребро на Јуниорском гран прију у Немачкој. На Светском првенству у клизању у категорији јуниора нашао се на 7. месту. Уно је учествовао на Националном шампионату Јапана у јуниоркој и сениорској дивизији и освојио сребрну медаљу у јуниорима, а завршио на 11. месту у категорији сениора.
Током 2013/2014 Уно је у кратком програму користио The Blessed Spirits Ендија Хила и Ванесе-Меј и поновио прошлогодишњи слободни програм. На Јуниорском гран прију у Летонији освојио је бронзу, и завршио на четвртом месту на Јуниорском гран прију у Естонији. На Светском првенству у категорији јуниора заузео је 5. позицију. На Националном шампионату Јапана освојио је сребро у јуниорима, а завршио 7. у категорији сениора.
У сезони 2014/2015 користио је Кројцерову сонату Лудвига ван Бетовена за кратки програм, а за слободни музику из филма Дон Хуан де Марко Михаела Камена, за које је кореографију одрадила Михоко Хигучи. Уно је освојио сребро на Јуниорском гран прију у Јапану и злато на Јуниорском гран прију у Хрватској, чиме се по први пут квалификовао за учешће на Финалу гран прија у категорији јуниора, где је освојио златну медаљу. Освојио је златну медаљу на Националном шампионату Јапана у категорији јуниора, док је међу сениорима заузео 2. место. Победник је Светског јуниорског првенства у Естонији.

### Сениорска каријера
Током сезоне 2014/2015 Шома Уно је као сениор учествовао на Такмичењу четири континента у Сеулу 2015. године и завршио на 5. месту. 
Током сезоне 2015/2016 Уно се такмичио са кратким програмом на композицију Legends групе Sacred Spirit и слободним на арију Nessun dorma из опере Турандот Ђакома Пучинија, за које је кореографију осмислила Михоко Хигучи. Уно је на свом првом сениорском Гран прију у Америци освојио сребро. Учествовао је на Гран прију у Француској, у Бордоу, где је након кратког програма 13. новембра био на првом месту. Такмичење је прекинуто због напада у Паризу 13. новембра и одлучено је да ће дотадашњи резултати бити узети у обзир при квалификацији за Финале гран прија, на које се Уно пласирао. Освојио је бронзу на Финалу гран прија у Шпанији, иза Јузуруа Ханјуа и Хавијера Фернандеса. Освојио је сребрну медаљу на Националном шампионату Јапана. На Такмичењу четири континента заузео је 4. место. Светско првенство завршио је на 7. месту. На купу Team Challenge Cup у савезној држави Вашингтон 2016. постао је први клизач који је скочио четвороструки флип на интернационалном такмичењу, једном изоловано, а једном у комбинацији са троструким тулупом.
У сезони 2016/2017 Уно је у кратком програму користио музику из филма Даме у лаванди композитора Најџела Хеса и Buenos Aires Hora Cero и Balada Para un Loco Астора Пјацоле у слободном програму са кореографијом Михоко Хигучи. Победник је Гран прија у Америци, а на Гран прију у Русији освојио је сребро и квалификовао се за Финале гран прија. По други пут осваја бронзану медаљу као сениор на Финалу гран прија у Марсељу. У децембру 2016. освојио је своју прву националну титулу. На Такмичењу четири континента освојио је бронзу,и по први пут скочио четвороструки ритбергер. На Светском првенству у Хелсинкију освојио је сребрну медаљу са 319.21 поена.
Током олимпијске сезоне 2017/2018 такмичио се са кратким програмом на композицију Зима из Четири годишња доба Антонија Вивалдија и поновио програм из Турандот. Кореографију за оба програма осмислили су Михоко Хигучи и Стефан Ламбијел. Уно је освојио златну медаљу на Гран прију у Канади и сребрну медаљу на Гран прију у Француској, чиме се квалификовао за Финале гран прија. У Финалу гран прија у Нагоји освојио је сребро. Уно је одбранио националну титулу у децембру 2017, након чега је одлучено да ће представљати Јапан на Зимским олимпијским играма у Пјонгчангу. Освојио је сребрну медаљу на Такмичењу четири континента у јануару 2018. На Олимпијским играма у Пјонгчангу у фебруару је у кратком програму освојио 104.17, а у слободном програму 202.73 поена, и са збирним резултатом од 306.90 поена освојио сребрну медаљу.На Светском првенству у Милану освојио је сребро са 273.77 поена.
Током сезоне 2018/2019 за кратки програм је користио Stairway to Heaven у извођењу Родрига и Габријеле и Месечеву сонату Лудвига ван Бетовена за слободни програм, оба уз кореографију Михоко Хигучи. Освојио је златну медаљу на Гран прију у Канади и у Јапану, чиме се квалификовао за Финале гран прија, где је завршио на другом месту. Освојио је своју трећу националну титулу. На Такмичењу четири континента освојио је златну медаљу, по први пут у интернационалном такмичењу. Том приликом је оборио рекорд за слободни програм освојивши 197.36 поена. Светско првенство у Саитами завршио је на четвртом месту. Недуго затим је објавио да напушта дотадашње тренере Мачико Јамаду и Михоко Хигучи.
Уно је започео сезону 2019/2020 без тренера. Кореографију кратког програма на музику Great Spirit Армина ван Бјурена осмислила је Шеј-Лин Бурн, а слободног, на Dancing on My Own, одрадио је Дејвид Вилсон. На Гран прију у Француској завршио је на осмој позицији. Тренирао је са Стефаном Ламбијелом у Швајцарској до свог наредног Гран при такмичења у Русији, које је завршио на четвртом месту. Освојио је своју четврту националну титулу у децембру 2019. године.